# 足柄茶
足柄茶（あしがらちゃ）は、神奈川県西部の箱根、丹沢山麓一帯で栽培されている日本茶のブランドである。

## 名称の由来
足柄地域、および栽培エリアに存在する箱根古期外輪山の最高峰の足柄山が由来。

## 歴史
1923年（大正12年）に発生した関東大震災の産業復興策として足柄茶の栽培が始まったとされる。また、第二次世界大戦後は、神奈川県の産業復興計画の一環として茶の振興が図られ、栽培地域も広がっていったという。

## お茶の特徴
生茶を40秒ほど蒸して作る「浅蒸し茶」が足柄茶で、日本古来の伝統的な煎茶。お茶の色は淡めの山吹色。

## 栽培の特徴
- 足柄一帯は山間部で日照時間が短いことから茶の成長に時間がかかる。ただ、この欠点を逆手にとって長い時間をかけて土壌の養分を多く吸収させられるとされるという[1]。
- 全窒素量を多く含む土壌で栽培されている[1][2]。